# 飯田空
飯田 空（いいだ くう）は、日本の女性声優。アダルトゲームに声をあてている。

## 概要

### 人物
芸名の由来は、収録時に何度もお腹が鳴ってNGを出してしまい、スタッフから「お腹が空いているなら御飯を食べたら」と言われ、「飯（めし）だ、食う」から付けたもの。なおその時にお腹が鳴ったのは、喘ぐシーンが多く空気が入ったためで、実際には空腹のためではなかった。
交友関係にあるのは声優の「まきいづみ」「如月美琴」など。

## 出演
太字はメインキャラクター。

### アダルトゲーム
1990年代
- みせたがり（1998年）
- ねいちゃあトリップ 永遠の愛は時を超えて…（1999年）
- BLOOD ROYAL（1999年、アンナ）

2000年
- Angel's Lesson（藤園綾乃）
- 電脳劇団ムー一座第3回公演 祭の夜の夢（Ama B、Hiroko Tsurumi、Usaru）

2001年
- IZUMO（天照、ツクヨミ、坂田留美）
- flutter of birds 〜鳥達の羽ばたき〜（虹掛美雨）
- 温泉DE卓球（池内摩耶）
- 蒼ざめた月の光（セレネ）
- 誘惑（内田陽子）
- けらくの王 -快楽の王-（月野珠菜、神野雪緒）
- めいどdeおゆうぎ（千鳥）
- 人妻×人妻2 〜もっと！人妻ぱらだいす〜（東雲あおい）
- てんしのはしご（リンディスファーン・リデル・シュプレンゲル、山神妙子）
- いつかの空（佐倉めぐみ）
- よくできました。（秋津島志奈乃）[3]
- 新任英語教師・祐美子とテニスクラブ 濡れたアンダースコートの挑発（町田久実）
- 螺旋回廊2（氷上有紗）

2002年
- flutter of birds II 〜天使たちの翼〜（御影美奈）
- とらかぷっ!（妃咲）
- 隷嬢キャスター2（宝城千尋）
- 人形の館〜淫夢に抱かれたメイドたち〜（高村樹里）
- サイキッカー美々（笠置睦月）
- 雪の華（清水棗）
- ムー一座 1・2・3（Ama B、Usaru、Hiroko Tsurumi）
- Nursery Song（藤園綾乃）
- 背徳（松戸美沙樹）
- 天井裏から愛をこめて（橘祐子）
- DISCOVERY CLIMAX 2001（東雲あおい）
- 淫獄病棟2〜絡みあう罠（大澤妙子）
- Chaos Queen 遼子4（森山郁美）
- 魔法戦士スイートナイツ〜ヒロイン凌辱指令〜（沙倉愛梨）[4]
- 魔法戦士プリンセスティア（フェリセス・レクシア）[5]
- いもうと観察日記（天虎柚巴）[6]

2003年
- 最終痴漢電車2（園山恭子）
- 夏色小町（有賀美樹）
- 夏音-Overture-（星崎初音）
- チェリーボーイにくびったけ（羽田麻衣）
- はぴぶりいまさらふぁんでぃすく（ひびき）
- 保母さんちゅ！（長村菜摘）[7]
- マージ 〜MARGINAL〜（水代このは）
- 夏色☆こみゅにけ〜しょん♪（龍堂冴子）
- 6月の天使（藤原絵美理）
- 淫肉乱舞 〜美肉を喰らえ〜（艶如）
- 快感戦士バスティー（望月花穂梨）
- 雨のち晴れのちこみっくアイランド（剣崎美雪）
- 1/2 BLOOD（守山香具夜）
- たまきゅう（メルママ）
- 6月の天使（藤原絵美理）
- 犬っ娘ぷにぷに 〜発情警報発令中〜（真家朱寧）
- やらせてっ!てぃーちゃー（相模真子）

2004年
- IZUMO 完全版（天照、ツクヨミ、坂田留美）
- IZUMO2（天照）
- 魔法戦士スイートナイツ2 -メッツァー叛乱-（沙倉愛梨 / スイートルージュ、フェリセス・レクシア）
- まじれす!! 〜おまたせリトルウイング〜（佐野緑）
- 女教師・恥辱の旋律（島本香澄）
- Pink Style（折原春乃）
- Fruit Punch（藤園綾乃、真家朱寧）
- 鳥籠（マーリシャ）
- スク×スク（柿崎志摩）
- お願いお星さま（橘清歌）
- KISS×300 こんな世界（白紅有紀）
- 春色吐息 〜禁録・水蜜桃の姉妹たち〜（設楽穂乃香）
- Xchange3（松永啓子）
- XchangeR（松永啓子）
- 聖肛女（シスター・ロザリア）
- です☆めた（原田諒子）
- もじもじ ちびっ子魔法学園 〜痛くしちゃイヤだヨ〜（ミルフィーユ）
- やきもちツインベル（夏目真奈美）

2005年
- ガジェット（白浜琴子）
- クライミライ2（柵原棗）
- 天衣舞装ルクシオン（火練峰魔夜）
- 牝奴隷 〜犯された放課後〜（長谷部留美）
- 鬼魂〜おにたま〜（大和深琴）
- 人形の館〜淫夢に抱かれたメイドたち〜 DVDPG EDITION（高村樹里）
- コスってエイリアン -誘惑のコスプレH-（レイリア、ミア）
- 喪服妻「許してアナタ…私、弱い未亡人です」（長谷川綾香）
- 夏音-Ring-（星崎初音）
- クライミライ3（柵原棗）
- 義母と叔母〜そして友人の母〜（矢塚愛子）

2006年
- 人妻搾乳飯店（畑中美紀）
- School ぷろじぇくと☆（芦沢すみれ）
- 洗濯屋しんちゃん（鵜飼雅代）
- なみだ橋をわたって（結城小星[8]）
- 不幸な神（倉田加奈子）
- みこ×もの（叢雨園子）
- 黄泉ビト知ラズ〜甘い雌蕊の性徴誌〜（黒葛原奈々穂）
- IZUMO2 -学園狂想曲-（天照）
- 人妻×人妻ADV 〜人妻温泉繁盛記〜（東雲あおい）
- 相姦遊戯（鹿島あおい）
  - 相姦遊戯〜母・あおい編〜（鹿島あおい）
  - 相姦遊戯〜姉・ゆり編〜（鹿島あおい）
- 妹巫女・萌「にいさま…私、巫女じゃなくなっちゃう…」（麻生文乃）
- カラフルアクアリウム（母親）

2007年
- 恋姫†無双 〜ドキッ☆乙女だらけの三国志演義〜（黄忠）
- 君が主で執事が俺で（清原千春）
- とらぶるサッキュバス「ダーリン、今夜もいっぱ〜いえっちしちゃお」（リリス＝ミナ）
- 剣乙女ノア（クレア）
- 魔将の贄2（イーリス・アンバルド）
- ミライファンディスク（柵原棗）
- なりもの♪（日下美和）
- こくはく 〜好きなのお兄ちゃん!〜（優姫さん）
- 肛戒 〜魔姦の刻印〜
- 人妻ハーレム 〜ここは人妻楽園荘〜（遠海弥生）
- 人妻搾乳百貨店（畑中美紀）
- 学食のおばさん〜母さんの汁の味〜（逢沢良子）

2008年
- 春色こみゅにけ〜しょん（加美山あやめ）
- 超昂閃忍ハルカ（桔梗太夫）
- 夏神（加賀見透子）
- 真・恋姫†無双 〜乙女繚乱☆三国志演義〜（黄忠）
- ほしうた（黒田香代）
- セイクリッドグラウンド（沙倉愛梨 / スイートルージュ、フェリセス・レクシア）
- 超外道勇者（ラ・ビ・バーニィ）
- ご主人様だ〜いすき（一条依真）
- 人妻喰い〜万引きGメン恥辱日記〜（桜谷みどり）
- 新妻は魔法少女（清水晶子）

2009年
- 斬死刃留（志乃）
- 少女と世界とお菓子の剣 〜Route of AYANO〜（百笑倫子）
- 素直く〜る（梓川あざみ）
- 僕だけの保健室（南倫子）
- 真剣で私に恋しなさい!（清原千春）
- つるつるナース「恥ずかしい……誰にもこんなの見せられない……」（桃谷春奈）
- ほしうた 〜Starlight Serenade〜（黒田香代）

2010年
- 桜花センゴク!〜信長ちゃんの恋して野望!?〜（正親町帝ちゃん）
- 空を仰ぎて雲たかく（アイリス、ヴァイン）
- Knight Carnival!（ペリノア）
- 真・恋姫†無双 〜萌将伝〜（黄忠）
- 少女と世界とお菓子の剣 〜Route of NANA〜（百笑倫子）
- カスタードクリームたい焼き（栗野しずく）

2011年
- 大帝国（グレシア・ゲッベルス）
- ジンコウガクエン（穏）
- 誰が殺したコマドリを（河野蘭[9]）※同人ソフト
- あっぱれ!天下御免（逢岡想）[10]

2012年
- つぼい君のスイッチ!（村瀬深雪）[11]
- 辻堂さんの純愛ロード（城宮楓）
- あっぱれ!天下御免［祭］（逢岡想）[12]
- 床屋のおばちゃん 丘の上のバーバー（野津江美子）[13]

2013年
- 辻堂さんのバージンロード（城宮楓）
- 空を仰ぎて雲たかくplus（アイリス）

2015年
- IZUMO4（瀬織津比売）
  - IZUMO4 -異世界の彼方より-（アマテラス）
- 真・恋姫†英雄譚1 〜乙女艶乱☆三国志演義［蜀］〜（黄忠）
- 真・恋姫†英雄譚2 〜乙女艶乱☆三国志演義［魏］〜（黄忠）
- 真・恋姫†英雄譚3 〜乙女艶乱☆三国志演義［呉］〜（黄忠）

2016年
- 戦国†恋姫X〜乙女絢爛☆戦国絵巻〜（松永 白百合 久秀）

2017年
- みなとカーニバルFD（城宮楓）
- 真・恋姫†夢想-革命- 蒼天の覇王（黄忠）
- 弓張月の導き雲はるか（アイリス、ヴァイン）

2018年
- 真・恋姫†夢想-革命- 孫呉の血脈（黄忠）

2019年
- 真・恋姫†夢想-革命- 劉旗の大望（黄忠[14]）

2021年
- 巣作りカリンちゃん -星詠みの神託-（シオン[15]）

2022年
- 真・恋姫†英雄譚4 〜乙女耀乱☆三国志演義［呉］〜（黄忠[16]）

### 一般向ゲーム
2003年
- 夏色小町【一日千夏】（有賀美樹）
- とらかぷっ! だーっしゅ!!（妃咲）
- マージ / マージ〜あの時の遠い約束を〜（水代このは）- DC版/PS2版

2004年
- IZUMO（天照、ツクヨミ、坂田留美）※DC版
  - IZUMO complete（2005年、天照、ツクヨミ、坂田留美）

2006年
- IZUMO2 猛き剣の閃記（天照）
  - IZUMO2 -学園狂想曲- ダブルタクト（2008年、天照）

2008年
- 吸血奇譚 ムーンタイズ（函南真琴）

2013年
- 空を仰ぎて雲たかく Portable（アイリス）
- 戦国†恋姫〜乙女絢爛☆戦国絵巻〜（松永 白百合 久秀）

### アダルトアニメ
- flutter of birds 〜鳥達の羽ばたき〜（2002年、虹掛美雨）
- けらくの王 -快楽の王-（2002年、月野珠菜）
- 人形の館〜淫夢に抱かれたメイドたち〜（2003年、高村樹里）
- 魔法戦士スイートナイツ〜ヒロイン凌辱指令〜（2004年、沙倉愛梨 / スイートルージュ）

### パチンコ
- CR戦国†恋姫〜乙女絢爛☆戦国絵巻〜（2016年、松永 白百合 久秀）[17]

### ドラマCD
- あまぞねすドラマCD vol.1「れでぃふぁい♥」（静流）

### Webラジオ
- みるとくうののほほんWeb遊記（2006年 - 2007年、studio774）- パーソナリティ担当

### ラジオCD
- アキハバラ発!ぷらてぃあ放送局 vol.4（第29・30回ゲスト、2007年12月29日）

## ディスコグラフィ

### キャラクターソング
| 発売日   | 商品名                                                 | 歌 | 楽曲                | 備考                                                          |
| 2007年   | 2007年                                                 | 2007年                                                                                                   | 2007年              | 2007年                                                        |
| -------- | ------------------------------------------------------ | --- | ------------------- | ------------------------------------------------------------- |
| 10月26日 | 「恋姫†無双」覇王プロジェクト〜ハオプロ〜 蜀軍合唱の陣 | 関羽（本山美奈）、趙雲（野神奈々）、張飛（芹園みや）、諸葛亮（楠鈴音）、馬超（桜川未央）、黄忠（飯田空） | 「羽ばたけッ恋心☆」 | PCゲーム『恋姫†無双 〜ドキッ☆乙女だらけの三国志演義〜』関連曲 |

## その他

### コラム
- 飯田空の空めも PUSH!!出張版!（PUSH!!：2009年7月号 - 2013年9月号）